# Eulophia macra
Eulophia macra är en orkidéart som beskrevs av Henry Nicholas Ridley. Eulophia macra ingår i släktet Eulophia och familjen orkidéer. Inga underarter finns listade i Catalogue of Life.